# Siganus stellatus
Siganus stellatus  (лат.) — вид рыб из семейства сигановых (Siganidae). Встречается в Красном море и вдоль восточного побережья Африки вплоть до Андаманского моря. Длиной до 40 см. Тело у рыбы овальное со слегка удлиненным рылом и вилообразным хвостовым плавником. Спинной, анальный и брюшной плавники поднимаются у этой красивой рыбы убирающимися колючими ядовитыми лучами. Укол колючками этой рыбы болезнен, представляют опасность для неосторожных купальщиков.